# Ministre d'État (Royaume-Uni)
Pour les articles homonymes, voir Ministre d'État.
Le ministre d'État (Minister of State en anglais) est un ministre de rang inférieur du gouvernement britannique. Il seconde le secrétaire d'État chargé d'un département ministériel.

## Historique
Le titre de ministre d'État existe depuis 1945. Avant, chaque sous-secrétaire d'État parlementaire était directement dirigé par le secrétaire d'État.

## Fonctions
Un ministre d'État seconde le Secrétaire d'État chargé d'un département ministériel, mais il dirige le Sous-secrétaire d'État parlementaire (Parliamentary Under-Secretary of State) et le Secrétaire parlementaire privé (Parliamentary Private Secretaries).
Les ministres d'État sont responsables devant le Secrétaire d'État de son département. Ils peuvent être plusieurs dans chaque ministère.